# زانکت اشتفان ایم گیلتا
زانکت اشتفان ایم گیلتا (به آلمانی: Sankt Stefan im Gailtal) یک منطقهٔ مسکونی در اتریش است که در ناحیه هرماگور واقع شده‌است. زانکت اشتفان ایم گیلتا ۱٬۶۸۸ نفر جمعیت دارد.